# Титумир
Сайид Мир Нисар Али Титумир (бенг. সৈয়দ মীর নিসার আলী তিতুমীর; 1782—1831) — предводитель бенгальских повстанцев, боровшийся против заминдаров и британских колониальных властей в Бенгалии, Британская Индия, в XIX веке. Со своими соратниками построил бамбуковый форт (бенг. বাঁশের কেল্লা), которому посвящены бенгальские народные легенды. 19 ноября 1831 года скончался от ран, полученных во время штурма форта британскими солдатами.

## Ранние годы
Сайид Мир Нисар Али родился 27 января 1782 (14 маха 1182 года по бенгальскому летоисчислению) в деревне Чандпур, в округе Северные 24 парганы (в настоящее время — округ Западной Бенгалии, Индия). Его отцом был Мир Сайед Хасан Али, матерью — Абида Рукайя Хатун.
Образование получил в деревенской школе, после чего поступил в местное медресе. К 18 годам он стал хафизом (выучил наизусть Коран) и улемом (мусульманским учёным). Одновременно он знал бенгальский, арабский и персидский языки. В время он попал под влияние нескольких ваххабитских проповедников, которые придерживались смеси воинствующего ислама и антиколониальной риторики и призывали к религиозным и политическим реформам в Бенгалии. Учителем Титумира был Сайид Ахмад Барелви, учение которого о борьбе против немусульманского угнетения оказали на юношу существенное влияние..

## Политическая активность
В 1822 году Титумир совершил хадж — паломничество в Мекку, и по возвращении начал организовывать мусульманских крестьян своей родной деревни против заминдаров и английских колонизаторов. Он также отказался от дхоти, выбрав для себя мусульманскую одежду.

### Столкновения с заминдарами
Титумир выступил против ряда дискриминационных мер, действовавших в то время против мусульман: налогов на мечети и ношение бороды. Разногласия между Титумиром и его последователями, с одной стороны, и местными заминдарами, поддерживаемыми британской администрацией, с другой, постепенно увеличивались, в некоторых случаях переходя в вооружённые столкновения. Титумир принадлежал к семье с воинскими традициями и ранее сам служил у заминдаров в качестве бойца на бамбуковых палках. Он обучал своих соратников рукопашному бою. Бамбуковая палка в умелых руках становилась смертельно опасным оружием, проигрывавшим только средствам дальнего боя. Военная подготовка проводилась в мечетях и медресе. Так как его армия Титумира состояла в основном из бедных крестьян, у них не было лошадей для использования в качестве кавалерии. Возрастающая сила Титумира встревожила заминдаров, которые пытались вовлечь в конфликт англичан. Заминдар Гобарданги обратился за помощью к английскому губернатору Моллахати, который выступил против Титумира со своими солдатами, однако потерпел поражение.
Титумир подал жалобу на давление заминдаров в Британскую Ост-Индскую компании, но результата не добился.
Титумир выступил против заминдара Кришны Дева Роя, который, узнав об армии крестьян, обратился за помощью к британским оккупационным войскам.

### Столкновение с британцами
Количество сторонников Титумира к этому моменту предположительно составляло 15 000 человек. Они приготовились к вооружённой борьбе и построили в окрестностях города Барасат бамбуковый форт. Форт был защищён высокой стеной из двойного ряда бамбуковых кольев, промазанных высохшей на солнце глиной.
Титумир объявил о независимости от Британской империи, взяв под свой контроль округи 24 парганы, Надия и Фаридпур. Частные армии заминдаров и британские войска понесли потери в нескольких стычках с армией крестьян, использовавших партизанскую тактику внезапных набегов с последующим отходом.
Наконец, британские войска организовали специальную операцию против Титумира. Отряд под командованием подполковника Стюарта из 100 кавалеристов, 300 человек местной пехоты, усиленный двумя орудиями, атаковал повстанцев 14 ноября 1831 года. Вооруженные только бамбуковыми палками и несколькими мечами и копьями, Титумир и его последователи не могли противостоять мощи современного оружия и потерпели поражение. Бамбуковый форт был разрушен, а сам Титумир 19 ноября 1831 года умер от ран, полученных в бою. Командир британских сил отметил храбрость противника в донесениях, а также прокомментировал прочность и устойчивость бамбука в качестве материала для укрепления, поскольку долгое время расстреливал его из пушек, прежде чем добился разрушения.
После долгого судебного процесса Голам Расул, племянник Титумира и его заместитель, был повешен, а около 350 человек приговорили к пожизненным каторжным работам.

## Наследие
Титумир стал вдохновителем борьбы народа Бангладеш за независимость.
В 2004 году слушатели бенгальской службы Би-би-си поставили Титумира на 11 место в списке 20 величайших бенгальцев. В опросе участвовало более 100 персоналий, в Топ-20 вошли набравшие наибольшее количество очков.
В 1971 году колледж Джинна в Дакке был переименован в честь Титумира. Зал Титумира также создан в Бангладешском инженерно-технологическом университете.
Основная база военно-морских сил Бангладеш в Кхулне носит имя Титумира.
19 ноября 1992 года правительство Бангладеш выпустило марку в память о 161-й годовщине смерти Титумира.